# Hradiště (Kolinec)
Hradiště je malá vesnice, část městyse Kolinec v okrese Klatovy v okrese Klatovy v Plzeňském kraji. Nachází se šest kilometrů severozápadně od Kolince. Hradiště leží v katastrálním území Hradiště u Boříkov o rozloze 1,91 km².

## Historie
První písemná zmínka o vesnici pochází z roku 1365.

## Obyvatelstvo
| Rok            | 1869 | 1880 | 1890 | 1900 | 1910 | 1921 | 1930 | 1950 | 1961 | 1970 | 1980 | 1991 | 2001 | 2011 | 2021 |
| -------------- | ---- | ---- | ---- | ---- | ---- | ---- | ---- | ---- | ---- | ---- | ---- | ---- | ---- | ---- | ---- |
| Počet obyvatel | 78   | 114  | 98   | 102  | 71   | 81   | 71   | 36   | 26   | 18   | 12   | 7    | 2    | 2    | 2    |
| Počet domů     | 11   | 12   | 12   | 12   | 12   | 12   | 14   | 12   | 12   | 7    | 7    | 11   | 11   | 12   | 12   |

## Obecní správa
Při sčítání lidu v letech 1850–1976 Hradiště byly osadou obce Boříkovy v okrese Klatovy. Od 30. dubna 1976 jsou částí městyse Kolinec v okrese Klatovy.

## Pamětihodnosti
- Uprostřed vesnice stojí na místě starší tvrze hradišťský zámek z konce osmnáctého století. [4]
- Jihozápadně od vesnice se zdvihá vrch zvaný Na Skále. V podobě terasy se na něm dochovalo valové opevnění považované za hradiště. Charakter valu však neodpovídá pravěkým ani raně středověkým hradištím. Nejstarší na lokalitě nalezená keramika je ze 13. století (jediný střep), ale většina jí pochází z 15.–16. století.[8]
- Socha svatého Jana Nepomuckého

## Další fotografie

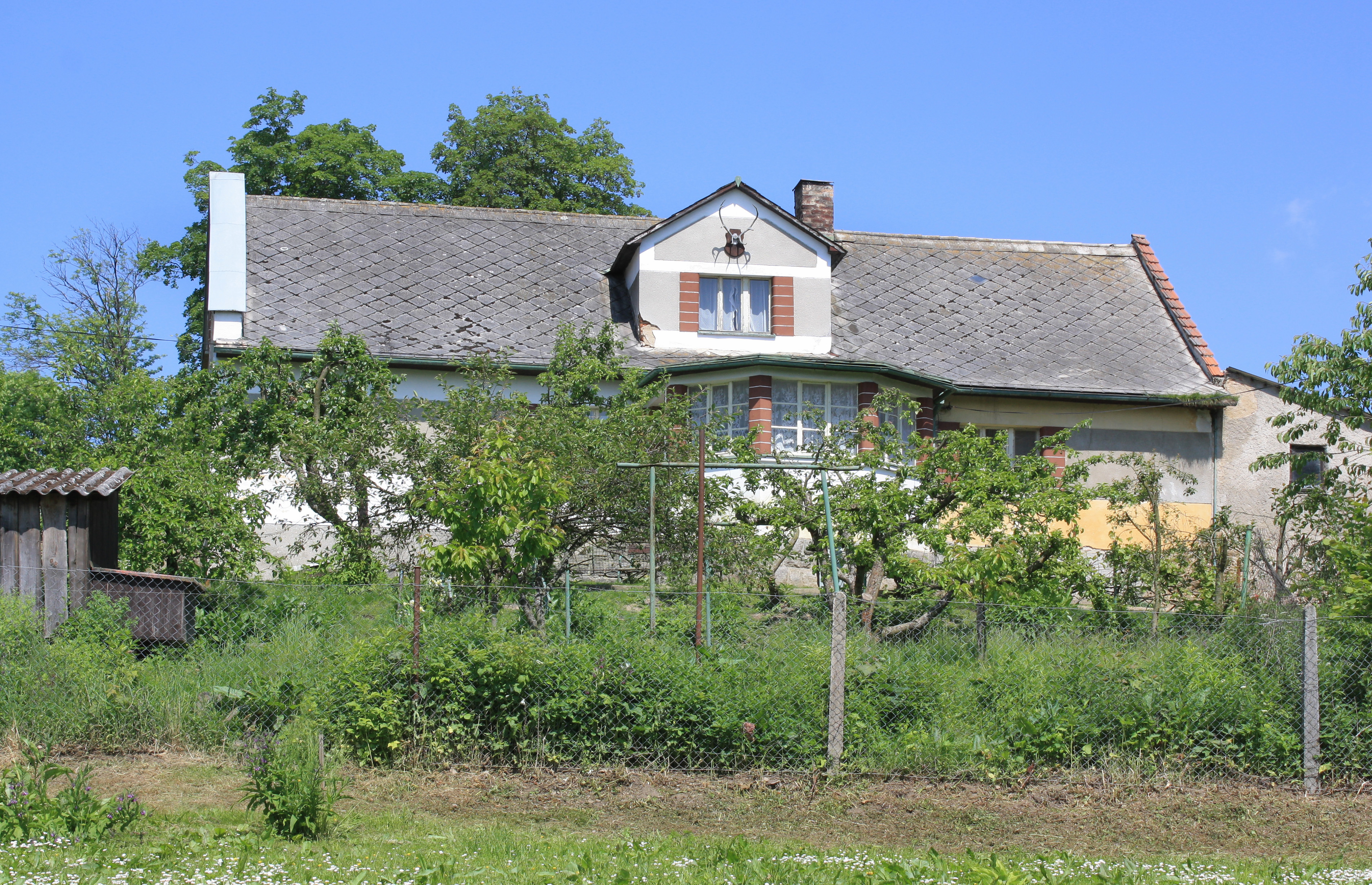
Hájovna
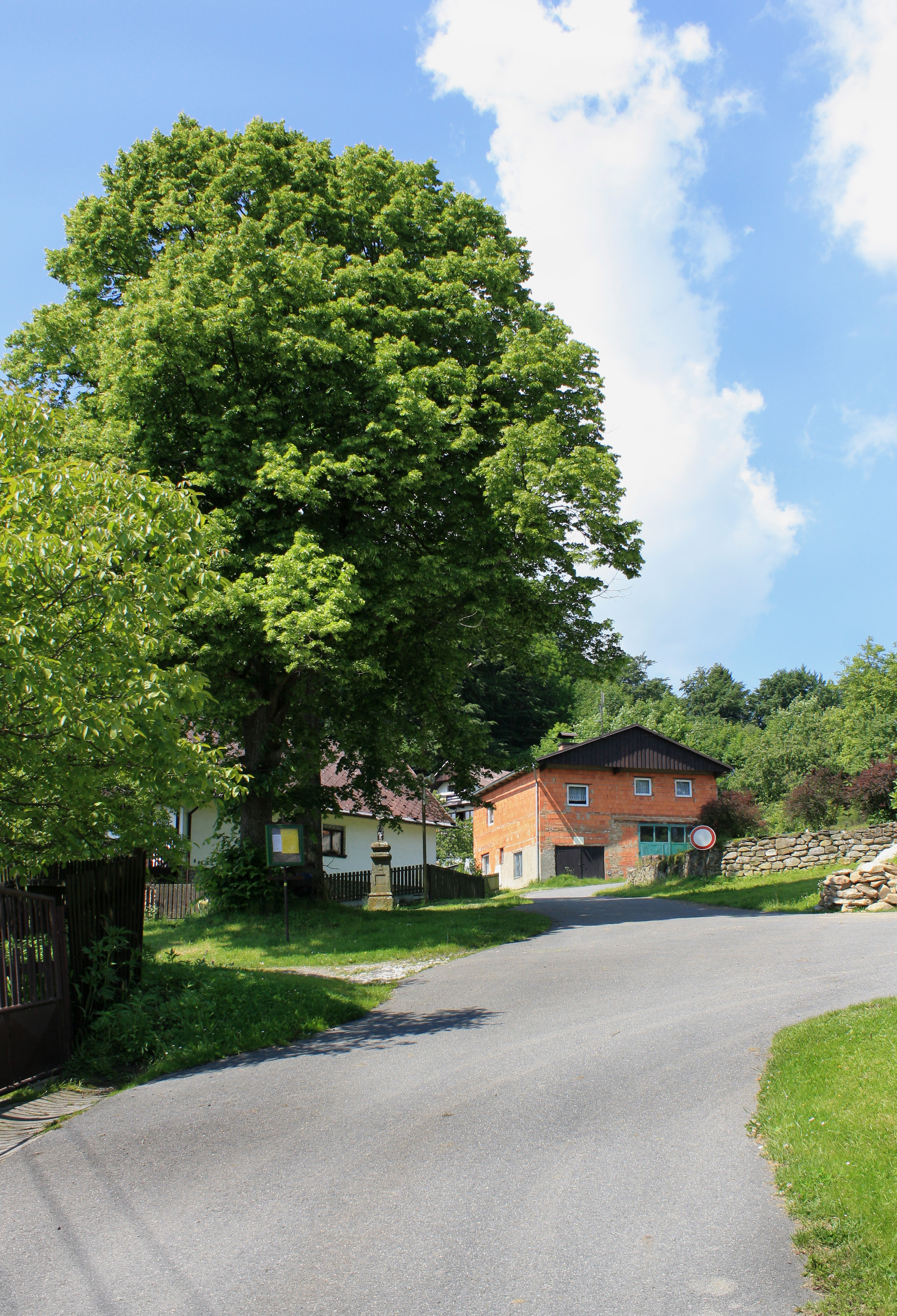
Horní náves
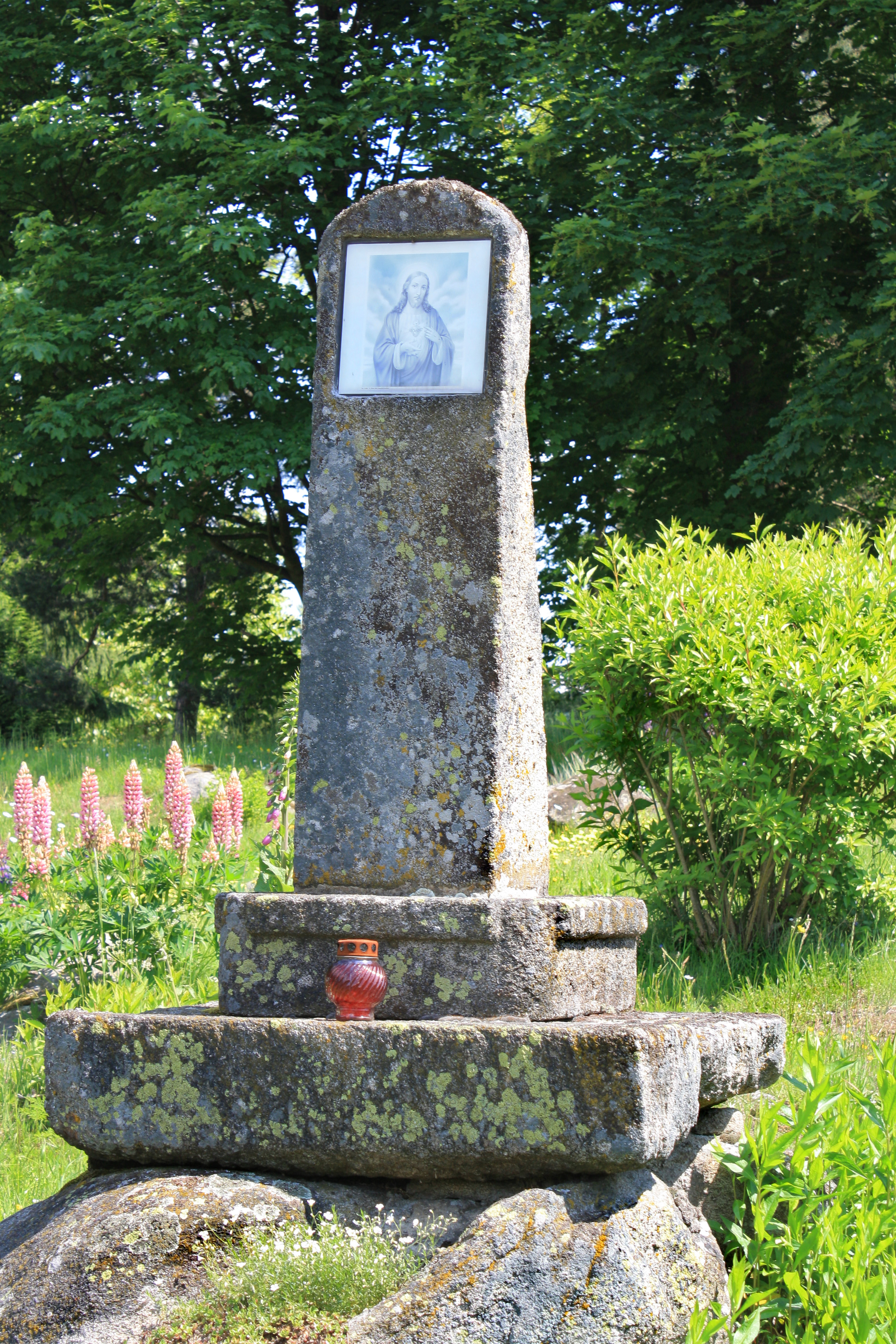
Pomník u hlavní silnice